# Lasioglossum sanfrancisconis
Lasioglossum sanfrancisconis là một loài Hymenoptera trong họ Halictidae. Loài này được Strand mô tả khoa học năm 1917.